# 大日萬奇克
48°45′42″N 26°57′47″E / 48.76167°N 26.96306°E
大日萬奇克（烏克蘭語：Великий Жванчик）是位於烏克蘭西部赫梅利尼茨基州裏卡緬涅茨-波多利斯基區的杜納伊夫齊市鎮的村莊，面積3.91平方公里，海拔高度314米，2001年人口1,584。